# NGC 6991/1
NGC 6991/1 је расејано звездано јато у сазвежђу Лабуд које се налази на NGC листи објеката дубоког неба.
Деклинација објекта је + 47° 26' 54" а ректасцензија 20h 55m 39,0s. Привидна величина (магнитуда) објекта NGC 6991 износи 13,1. NGC 69911 је још познат и под ознакама WH's cluster.